# جورجو آنگلسیو
جورجو آنگلسیو (ایتالیایی: Giorgio Anglesio; ۱۳ آوریل ۱۹۲۲ – ۲۴ ژوئیهٔ ۲۰۰۷) شمشیرباز اهل ایتالیا بود.
وی در مسابقات کشوری و بین‌المللی در مجموع برندهٔ ۱ مدال طلا شده‌است.